# كادا ريفر (فلم)
كادا ريفر (بالإنجليزية: Kada River)، هُو فيلم رومانسي نيجيري صدر سنة 2017 وأخرجه Toka McBaror.

## وصلات خارجية
- كادا ريفر  في قاعدة بيانات الأفلام على الإنترنت (بالإنجليزية)